# Buje
 Ovo je glavno značenje pojma Buje. Za druga značenja pogledajte Buje (razdvojba).
Buje (tal. Buie d'Istria) je grad u zapadnoj Hrvatskoj.

## Gradska naselja
Području grada Buja pripada 26 naselja (stanje 2006.), to su: 
Baredine (Baredine), 
Bibali (Bibali), 
Brdo (Berda, Collalto), 
Brič (Briz), 
Buje (Buie), 
Buroli (Buroli), 
Bužin (Busin) (ne pojavljuje se na popisima 2001. ni 2011., ali spominju ga Službene novine Grada Buja br. 08/12 - 27. kolovoza 2012. i
Gamboci (Gambozzi), 
Kaldanija (Caldania), 
Kanegra (Canegra), 
Kaštel (Castel Venere), 
Krasica (Crasizza), 
Kršete (Carsette), 
Kućibreg (Cucibreg), 
Lozari (Lozari), 
Marušići (Marussici), 
Merišće (Merischie), 
Momjan (Momiano), 
Oskoruš (Oscorus), 
Plovanija (Plovania), 
Sveta Marija na Krasu (Madonna del Carso) /dio/, 
Škrile (Scrile), 
Škudelini (Scudelin), 
Triban (Tribano) i 
Veli Mlin (Molino Grande)
Na području Grada Buja nalazi se naselje Sorbar koje je danas napušteno. Područje ovog naselja upravno pripada naselju Marušićima.

## Zemljopis
Buje se nalazi u sjeverozapadnoj Istri, 13 km od Umaga, tj. mora. Površina s okolicom je 103 km2. Glavna ulica je Istarska ulica dužine 200 m. Dijelovi grada su Stanica kojom je nekada prolazila Parenzana (željeznica), Stari grad, Školski brijeg, Rudine...
Buje zajedno s Umagom, Novigradom,  Brtoniglom, Grožnjanom i Oprtaljem kao i brojnim drugim mjestima i naseljima čini Bujštinu.
Buje se nalazi na nekoliko brežuljaka od kojih treba spomenuti Bujsko brdo (222 m) koje je ujedno i najviša točka Buja, a ima i dva manja brežuljka (180m-190m), građen je kao uobičajeni istarski grad na brdu tako da se slijede prirodne linije.
Podijelen je u nekoliko dijelova, koji su povezani ili sporednim ili magistralnim cestama. Ti dijelovi su:
- Sv. Sebastijan - najzapadniji dio grada i jedan od najmlađih dijelova grada
- Brolo - između Starog grada i Sv. Sebastijana, uglavnom nastanjen Talijanima
- Stari grad - najstarij dio grada, nalazi se na Bujskom brdu
- Novi grad i Rudine - novi grad je sudsko i političko sredšte grada dok su Rudine mali stambeni blok sagrađen tijekom Jugoslavije
- Školski brijeg - središte školstva u Bujama, na njemu se nalaze hrvatska osnovna i srednja škola kao i novosagrađena talijanska osnovna i srednja škola
- Monte Bašter - najistočniji dio grada blizu kojeg se nalazi gradsko groblje
- Stanica - nastala kraj stare Austro-Ugarske željezničke stanice brzo je postala gospodarski centar Buja, a povoljan prometni položaj blizu granice za Italijom i Slovenijom omogućava danas još nekakav gospodarski život.

## Stanovništvo
Mjesto Buje ima oko 3 tisuće stanovnika.
| broj stanovnika | 5811  | 6254  | 6980  | 7578  | 8311  | 8682  | 8989  | 8601  | 8013  | 5763  | 5344  | 4376  | 4957  | 5421  | 5340  | 5182  | 4441  |
|                 | 1857. | 1869. | 1880. | 1890. | 1900. | 1910. | 1921. | 1931. | 1948. | 1953. | 1961. | 1971. | 1981. | 1991. | 2001. | 2011. | 2021. |

| broj stanovnika | 2256  | 2389  | 2492  | 2765  | 2885  | 2933  | 3201  | 3054  | 2293  | 1951  | 1955  | 1967  | 2824  | 3200  | 3001  | 2671  | 2087  |
|                 | 1857. | 1869. | 1880. | 1890. | 1900. | 1910. | 1921. | 1931. | 1948. | 1953. | 1961. | 1971. | 1981. | 1991. | 2001. | 2011. | 2021. |

## Uprava
Trenutno je gradonačelnik Buja Fabrizio Vižintin.

## Povijest
Buje ima bogatu povijest, u rimsko doba ovdje se nalazilo malo naselje, a postoje tragovi života iz ranijih razdoblja u bližoj okolici. Nakon pada Zapadnog Rimskog Carstva pod vlašću je barbara, a nedugo potom u okviru Akvilejskog patrijarhata. Ta uprava se ne zadržava dugo, te Buje preuzima Mletačka Republika. Tijekom Mletačke vlasti podignuti su zvonik i crkva Sv. Servula, koju karakterizira nedovršeno pročelje, koje svjedoči o prilikama u doba kasne mlet. uprave. Nakon pada Mletačke republike Buje je kratko pod francuskom vlasti i u Austro-Ugarskoj Monarhiji koja je sagradila željeznički kolodvor koji i danas postoji, ali je u njemu smješten vatrogasni dom. Nakon okončanja Prvog svjetskog rata Istra i Buje su pod talijanskom upravom. Tijekom II. svj. rata u Istri je aktivan pokret otpora, te ona nakon rata biva oslobođena od talijanske vlast ali Buje završava u slobodnoj zoni Trsta koja je bila djelomično pod kontrolom saveznika (UK i SAD-a), a djelomično pod kontrolom JNA. U to doba Buje je središte sjeverne Istre, ima osnovnu i srednju školu, policijsku postaju, sud i druge važne ustanove. Istovremeno, Umag i Novigrad, nekad mala ribarska mjesta, zahvaljujući turizmu, ubrzano rastu. Bez obzira na činjenicu da Umag ima više stanovnika, Buje je još sudsko središte Bujštine...

## Gospodarstvo
Najpoznatija tvornica je Digitron, koja proizvodi elektronsku opremu, po njoj je džepno računalo ili kalkulator dobio drugi naziv digitron, te Bifix, tvornica za proizvodnju zidnih boja. Značajna grana gospodarstva je poljoprivreda, posebice nasadi vinograda i maslina. Do lipnja 1963. djelovalo je do tada samostalno poduzeće Elektra Buje, koje je djelovalo na području općina Buje, Umag i Novigrad kao pogon sa samostalnim obračunom, a nakon toga pripojeno je Elektroistri Pula.

## Poznate osobe
- Ernesto José Vidal - nogometaš (osvajač svjetskog zlata u nogometu s reprezentacijom Urugvaja 1950. g.)
- Silvio Vardabasso - geolog
- Carlo D’Ambrosi - geolog
- Lino Dussi - književnik

## Spomenici i znamenitosti
Crkva sv. Servula
Crkva Majke Milosrdnice
- Legenda o Crkvi Majke Milosrdnice

Prema legendi, pri prijenosu zavjetnog kipa Majke Božje iz Venecije, bujski je zemljoposjednik Paolo Račica
zakasnio ući u grad prije zatvaranja gradskih vrata, pa je morao prespavati izvan zidina. Kada se ujutro probudio i
pokušao podići kip, nije to mogao učiniti, čak ni uz pomoć konja, što je narod protumačio kao Gospina želju da se na
tom mjestu izgradi njezino svetište.

## Obrazovanje
Dječji vrtić Buje
- PO Kaštel Buje
- PO Kaštel

Scuola Materna Italiana "Fregola" Buie
- GP Momiano

Osnovna škola Mate Balota Buje
- PŠ Kaštel
- PŠ Momjan
- PŠ Brtonigla

Scuola Elementare Italiana "Edmondo De Amicis" Buie
- SP Momiano
- SP Verteneglio

Srednja škola Vladimir Gortan Buje
Scuola Media Superiore Italiana "Leonardo da Vinci" Buie
Gospodarska škola Buje

## Kultura
U gradu se nalaze kino, gradska knjižnica. Grad ima dvije velike crkve: Marije Milosrdnice i Sv. Servola, u starom dijelu grada.

## Šport
U Gradu Bujama djeluju nogometni i boćarski klubovi, rukometni, teniski, odbojkaški, šahovski, kickboxing i karate klub, te sportsko ribolovno društvo.

## Konzulati
Italija